# Société belge de Banque

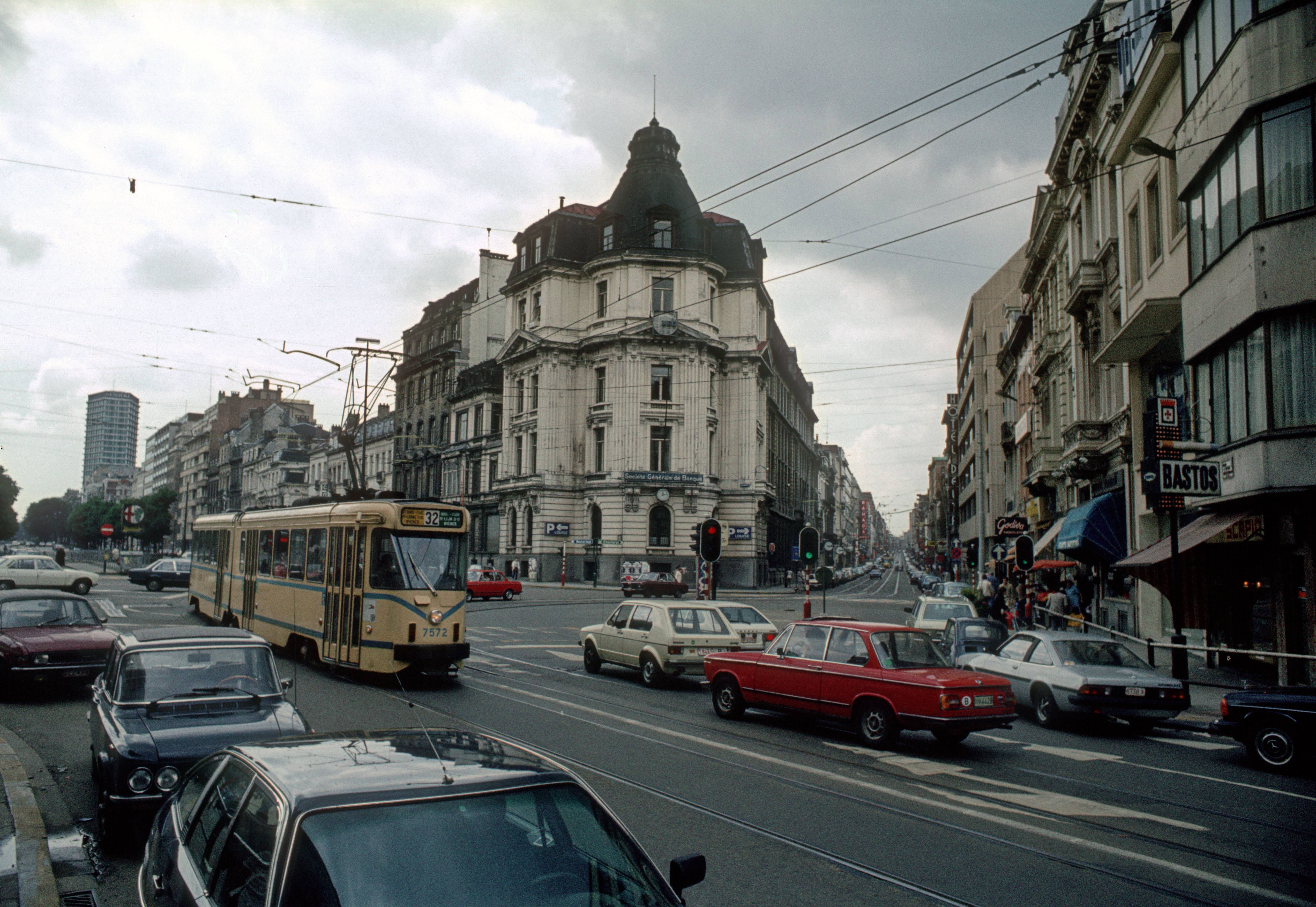
Hoofdkantoor van de SBB van 1931 tot 1965 in 1980 als een filiaal van de Société générale de Banque

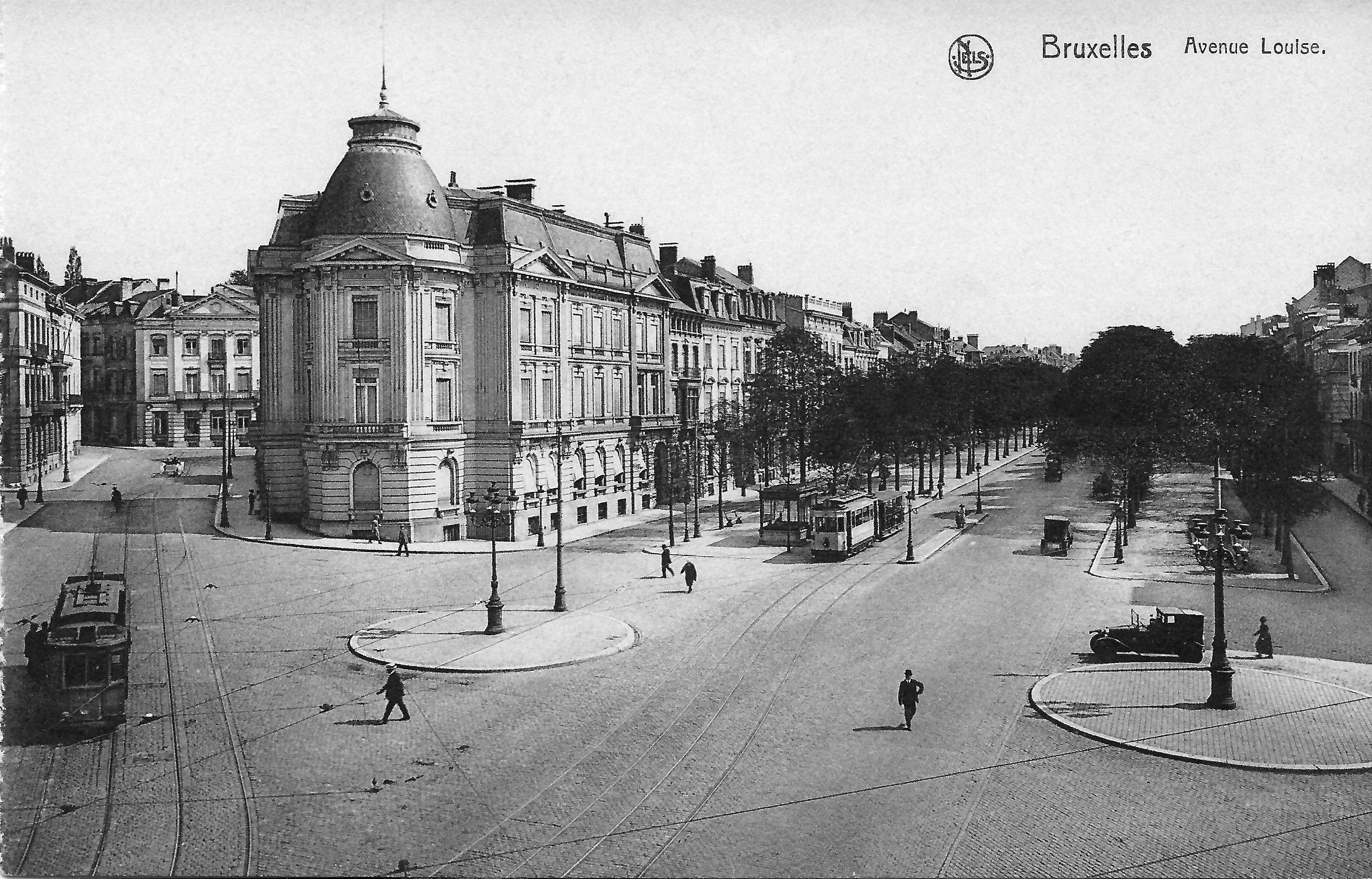
Hoofdkantoor van de SBB van 1928 tot 1931

De Société belge de Banque, afgekort SBB, was een middelgrote Belgische bank, opgericht in 1901 als de Banque générale Belge (BGB), hernoemd in 1932 en uiteindelijk in 1965 gefuseerd tot de Société générale de Banque.

## Geschiedenis
De Banque générale Belge werd in 1901 opgericht in Namen en volgde de vennootschap A. de Lhoneux, Linon & Cie op, een eerdere bank opgericht in 1859. De BGB kende een moeizame start, maar haar situatie verbeterde, wat tijdens de Duitse bezetting tijdens de Eerste Wereldoorlog leidde tot fusievoorstellen, onder meer van de Banque de Bruxelles, die evenwel niet doorgingen.
In 1921 verwierf de BGB de Belgische activiteiten van Bunge, op dat moment in Antwerpen gevestigd, en de Anglo-South American Bank, via een aandelenruil waarbij beide instellingen aandeelhouder werden. Het hoofdkantoor werd vervolgens verplaatst naar Antwerpen. De BGB verwierf in die tijd grote belangen in de financiering van de industrie en de diamanthandel.
In 1928 traden ook Finambel (Société financière américano-Bbelge), de Banque Philippson, de Banque Lambert en Mutuelle Solvay tot de aandeelhouders toe. Hetzelfde jaar verhuisde het hoofdkantoor opnieuw, ditmaal naar een gebouw aan de prestigieuze Louizalaan in Brussel, gebouwd door de Mutuelle Solvay. Een jaar later verhuisde het naar een andere locatie aan dezelfde laan. Dit gebouw werd in de jaren 1980 gesloopt en vervangen door een postmodern complex ontworpen door het Atelier d'architecture de Genval.
Na financiële spanningen in de late jaren 1920 en vroege jaren 1930 fuseerden de activiteiten van de BGB op 21 september 1932 met Finabel (Compagnie financière et industrielle de Belgique), dat werd omgedoopt tot Société belge de Banque (SBB), terwijl de oude BGB werd geliquideerd.
Op 26 januari 1934 ondersteunde de SBB de oprichting van de Antwerpse Diamantbank.
Op 9 december 1935, na nieuwe Belgische bankwetgeving, werd de SBB omgevormd tot een niet-bancaire holding, genaamd Compagnie industrielle de Belgique, terwijl een nieuwe bankdochter werd opgericht onder de oude naam Société belge de Banque.
In 1936 werden de vestigingen van de SBB in Namen en Verviers door de Banque de Bruxelles overgenomen.
In 1937 werd de Compagnie industrielle de Belgique overgenomen door Union Chimique Belge (UCB), die zo de controleaandeelhouder van de SBB werd. Later verkocht de UCB haar belang in de SBB aan de familie Janssen, die de Mutuelle Solvay controleerde.
In 1939 had de Société belge de Banque een filiaal in Antwerpen en een hoofdkantoor in Brussel en controleerde ze de voormalige Banque Empain, die werd omgedoopt tot Banque industrielle belge.
In 1946 nam de SBB de Société belge de crédit industriel et commercial et de dépôts over, een voormalige Belgische dochter van het Franse Crédit Industriel et Commercial, opgericht in 1903. Vanaf 1948 gebruikte Solvay de SBB als huisbank, maar vanwege het gebrek aan schaalgrootte besloot Solvay de bank in 1964 te verkopen aan de Générale de Banque.
De SBB werd formeel geliquideerd op 30 november 1965, gelijktijdig met de Banque d'Anvers.